# Glossocratus capitatus
Glossocratus capitatus är en insektsart som beskrevs av William Lucas Distant 1918. Glossocratus capitatus ingår i släktet Glossocratus och familjen dvärgstritar. Inga underarter finns listade i Catalogue of Life.